# 미국 U-20 축구 국가대표팀
미국 U-20 축구 국가대표팀(영어: United States boys' national under-20 soccer team)은 미국를 대표하는 20세 이하의 축구 국가대표팀으로, 미국의 축구 관리 기관인 미국 축구 연맹의 관리를 받는다.

## 역대 감독
| 감독      | 임기        |
| --------- | ----------- |
| 탭 라모스 | 2011 ~ 2019 |